# مغ احمد بالا (غتشين)
مغ احمد بالا (بالفارسية: مغ احمد بالا) هي قرية تقع في إيران في هرمزغان. يقدر عدد سكانها بـ 584 نسمة .